# Portmarnock
Portmarnock (irl. Port Mearnóg) – miejscowość we wschodniej Irlandii, w prowincji Leinster i hrabstwie Fingal, zlokalizowana nad Morzem Irlandzkim, 15 km na północny wschód od centrum Dublina. Jeden z najbardziej znanych ośrodków golfowych w Irlandii.
Miejscowy Portmarnock Hotel & Golf miał być bazą piłkarskiej reprezentacji Polski podczas Mistrzostw Europy 2020, jednak ze względu na rezygnację Football Association of Ireland z rozgrywania spotkań na Aviva Stadium, ostateczną bazą kadry stał się Hotel Marriott Resort & Spa w Sopocie.